# Кример, Мирон Зисевич
Миро́н Зино́вьевич (Зи́севич) Кри́мер (4 июня 1938, Кишинёв — 19 мая 1999, там же) — молдавский советский химик-органик, доктор химических наук.

## Биография
Родился в семье бухгалтера (в будущем — главного бухгалтера АН МССР). Окончил химический факультет Кишинёвского университета в 1960 году. В 1960—1962 годах работал лаборантом на кафедре органической химии, с 1962 года — научный сотрудник в Институте химии Академии наук Молдавской ССР (впоследствии заведующий лабораторией органического синтеза). Окончил аспирантуру под руководством Вильяма Смита (1968). Диссертацию кандидата химических наук по теме «Катионоидное инициирование реакции циклизации изопреноидов» защитил в 1968 году.
В 1984—1999 годах — заведующий лабораторией химии пестицидов (с 1991 года лаборатория химии органического синтеза) Института химии Академии наук Молдавии (старший, затем главный научный сотрудник)
Основные труды — в области синтеза биологически активных соединений, химии пестицидов (автор справочника по физико-химическим свойствам последних).

## Монографии
- Физико-химические свойства органических ядохимикатов и регуляторов роста (с А. А. Шамшуриным). М.: Наука, 1966. — 172 с.
- Химия ювенильного гормона и его аналогов. Кишинёв: Штиинца, 1973. — 112 с.
- Физико-химические свойства пестицидов: справочник (с А. А. Шамшуриным). 2-е, доп. издание. М.: Химия, 1976. — 328 с.
- Применение регуляторов роста в растениеводстве: справочник (с Д. П. Попой). Кишинёв: Штиинца, 1981.